# 新安宁斯基区
新安宁斯基区（俄语：Новоаннинский район）是俄罗斯联邦伏尔加格勒州下辖的一个区，其行政中心为新安宁斯基。据2016年统计，该区的人口为34253人。